# 行瘤前嵴蚌
行瘤前嵴蚌（学名：Epioblasma torulosa rangiana）是一種瀕危的淡水蚌。牠們以往廣泛分佈在俄亥俄河盆地，但現已分散在三個位點中。
行瘤前嵴蚌需要在有砂礫河床及湍急流水的河流生存。牠們的減少似乎與興建水壩及與斑馬紋貽貝競爭有關。

## 保育狀況
其被列為《瀕危野生動植物種國際貿易公約》（CITES）附錄二的物種，被限制出口及貿易。